# ميشيل مايلين
ميشيل مايلين (بالإنجليزية: Michelle Maylene)‏ (مواليد 20 يناير 1987) هي ممثلة، عارضة وممثلة إباحية سابقة. شاركت في مسلسل كو-إد كونفيدينشال  وعملت كمراسة أخبار لموقع إيه في إن.

## حياتها المبكرة
```
ولدت في ولاية 
كاليفورنيا
 ولديها أصول فرنسية،فلبينية ومن هاواي.
[
4
]
```

## الترشيحات والجوائز
- 2005: رشحت لجائزة إكس روكو.[5]
- 2007 و2008: رشحت لجائزة إيه في إن.[6]

## روابط خارجية
- ميشيل مايلين على موقع IMDb (الإنجليزية)
- ميشيل مايلين على موقع قاعدة بيانات الفيلم (الإنجليزية)
- ميشيل مايلين على موقع كينوبويسك (الروسية)